# Els Munts (Tavèrnoles)
Els Munts és una muntanya de 860 metres que es troba al municipi de Tavèrnoles, a la comarca d'Osona. Al cim s'hi pot trobar un vèrtex geodèsic (referència 294100001).